# 手井駅
手井駅（ていえき）は、かつて樺太真岡郡真岡町に存在した鉄道省樺太西線の駅である。現在はロシア鉄道極東鉄道支社サハリン地域部のホルムスク＝ソルチローヴォチヌイ駅（ст. Холмск-Сортировочный, ホルムスク操車場駅）で、サハリン島と本土を結ぶ貨物輸送の拠点駅である。旅客扱いは旧称のポリャーコヴォ（Поляково）で行われている。
現状に関しては、サハリン州およびサハリンの鉄道、真岡駅 (樺太)の項目も参照のこと。

## 概要

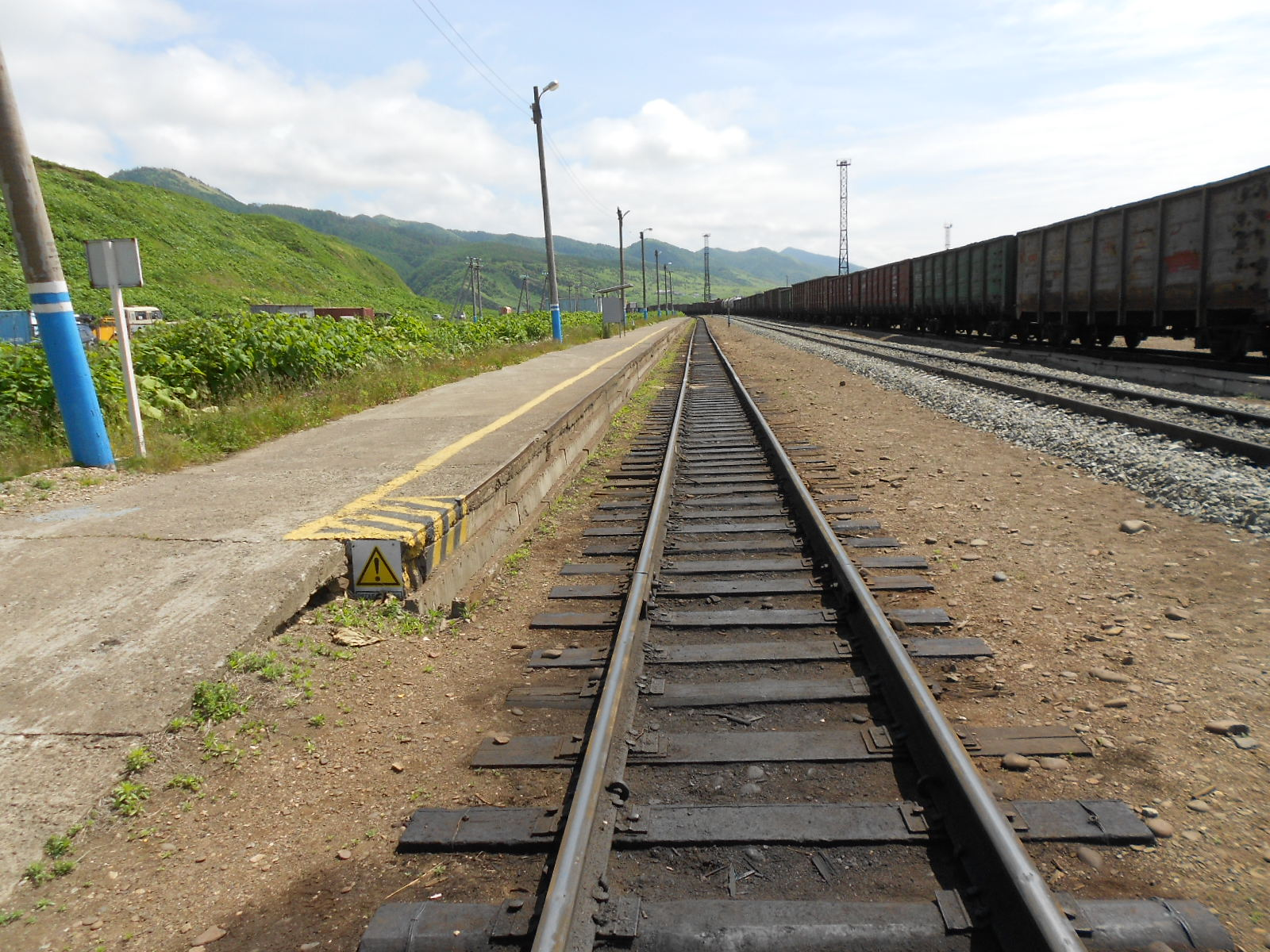
駅本屋のネヴェリスク方にある旅客用ホームは旧称のポリャーコヴォで客扱いを行っている（2016年）

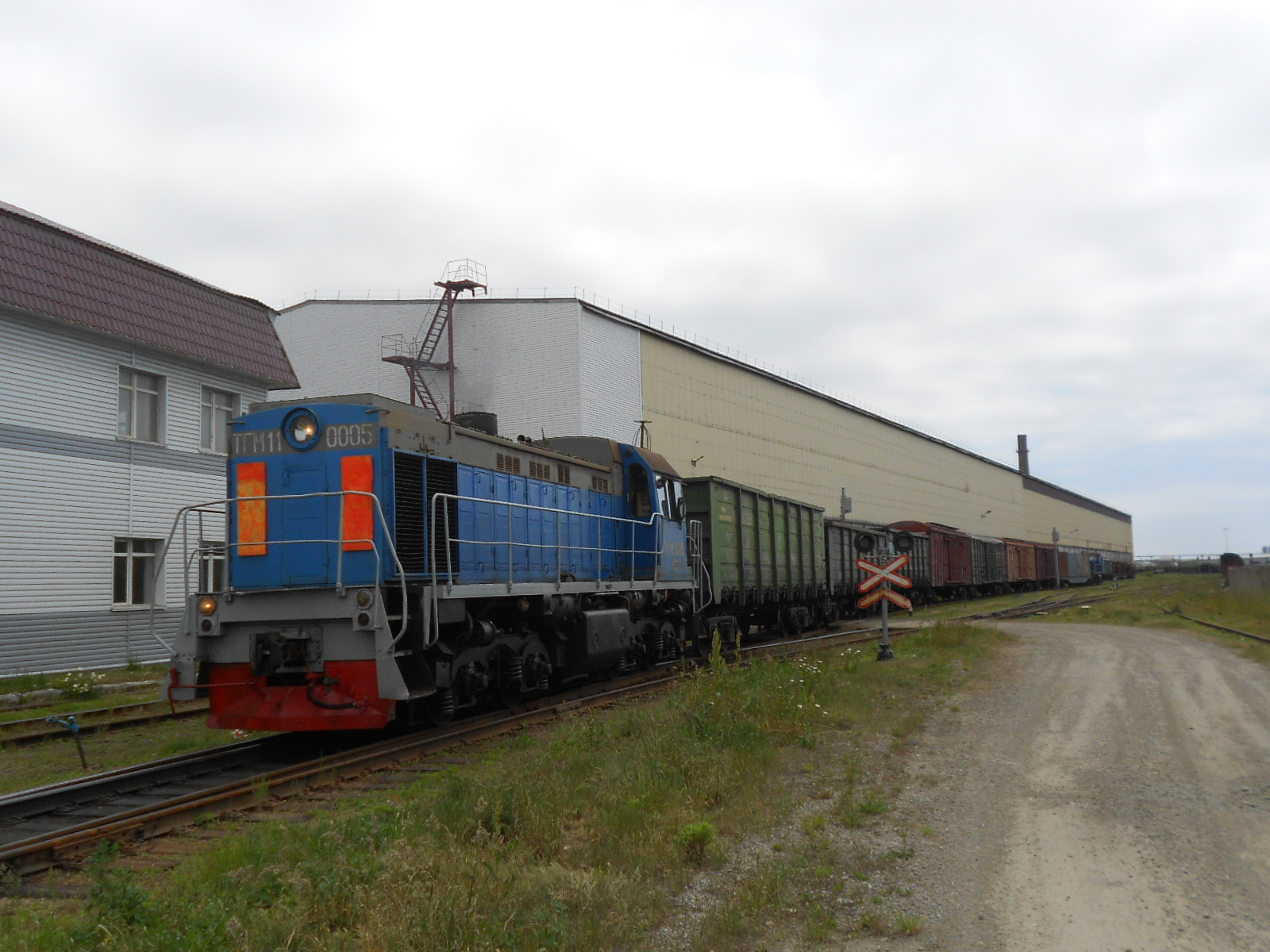
ホルムスク操車場構内（2016年）

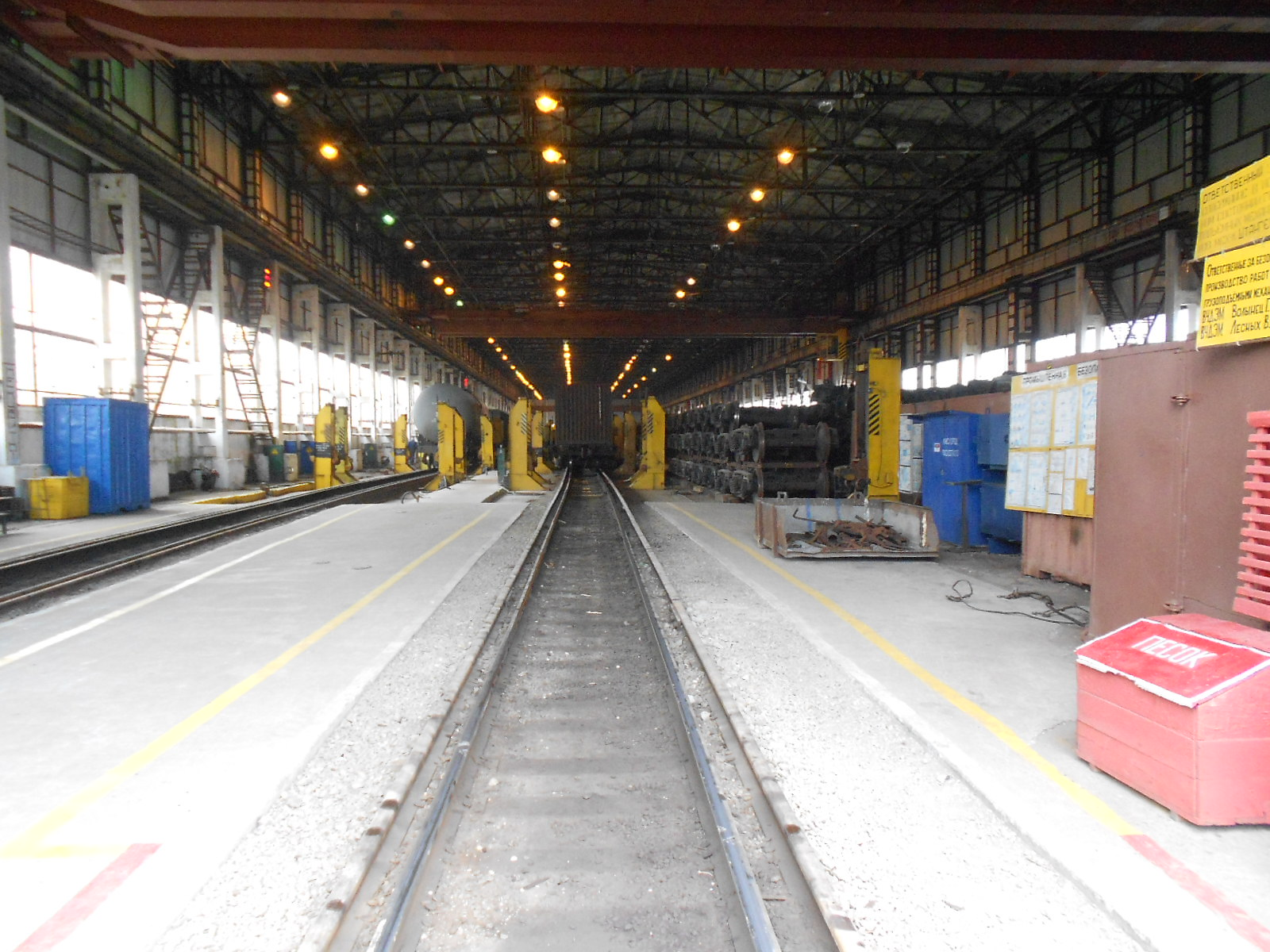
2019年の島内広軌化まで使用されていたホルムスク機関区港湾支区の広軌－狭軌台車交換施設（2016年）

1920年、樺太庁鉄道西海岸線本斗 - 真岡間開通にともない真岡町手井市街地に設置された。豊真線豊原方面への分岐駅で、日本時代末期の旅客列車は樺太西線上り（本斗行き）5本、下り（野田および久春内行き各2本、北真岡行き1本）5本が、豊真線は豊原 - 北真岡間上下3本が運行されていた。
1946年のソ連国鉄編入にともない、駅名も手井市街地が再編されたポリャーコヴォ村にあわせてポリャーコヴォ（Поляково）に改称した。ホルムスク海洋貿易港では1969年、鉄道連絡船桟橋の建設が開始され、ポリャーコヴォ駅から北方の桟橋にかけて操車場（ホルムスク操車場）が新設された。ポリャーコヴォ村は1970年にホルムスク市域に編入。1973年の鉄道連絡船桟橋完成で、ワニノ・ホルムスク鉄道連絡船が就航し、車両航走を介したバイカル・アムール鉄道（バム鉄道）との連絡駅となった。
1991年、駅名を操車場に合わせて正式にホルムスク＝ソルチローヴォチヌイに改称した。1994年のユジノサハリンスク - ホルムスク線ノヴォデレヴェンスカヤ - ニコライチュク間廃止および1999年のネヴェリスク方面への旅客列車運行休止で、ユジノサハリンスク - ホルムスク線77kmピケット9乗降場方面の夏季限定運行の旅客列車について、ポリャーコヴォ市街地から約1キロ北の駅本屋付近の本線に旧称のポリャーコヴォで設けているホームで旅客扱いをしているが、ネヴェリスク市内の貨物駅シャーフタまでの広軌化完了にともない、2020年に再開したネヴェリスク発着の旅客列車についても旅客扱いを再開した。
駅構内（ホルムスク操車場）はポリャーコヴォ市街地からホルムスク＝ユージヌイ駅前を経て海洋貿易港埠頭および連絡船桟橋に至る複数のヤードで構成されており、南北約5キロ。サハリン島内発着の貨物列車の組成を行っていて、ワニノ・ホルムスク鉄道連絡船と直接連絡している。主な貨物は石油、石炭、建築資材、レールおよび鉄管などの金属製品のほか、海上輸送用コンテナ、石油精製用タンクなど。埠頭の南北に各8か所の船舶積み込み用の引き込み線があり、広軌化以前は客貨車を対象にした1520mm─1067mmの台車軌間変更設備が設けられていた。

## 歴史
- 1920年（大正9年）10月11日：樺太庁鉄道西海岸線本斗駅 - 真岡駅間開通により開業[1]。
- 1926年（大正15年）11月15日：豊真線逢坂駅 - 当駅間開通により連絡駅となる。
- 1943年（昭和18年）4月1日：南樺太の内地化により、鉄道省に移管。
- 1945年（昭和20年）8月：ソ連軍が南樺太へ侵攻、占領し、駅も含め全線がソ連軍に接収される。
- 1946年（昭和21年）
  - 2月1日：「国有鉄道線路名称」の「樺太線の部」削除により書類上廃止。
  - 4月1日：ソ連運輸通信省南サハリン鉄道局発足にともないソ連国鉄に編入されポリャーコヴォ駅に改称。
- 1969年：ホルムスク操車場（ホルムスク・ソルチローヴォチヌイ）着工。
- 1970年：ポリャーコヴォ村のホルムスク市域編入によりホルムスク市内の駅に。
- 1973年：ワニノ・ホルムスク鉄道連絡船就航によりホルムスク操車場の供用開始。
- 1991年：駅名を操車場と同じホルムスク＝ソルチローヴォチヌイ駅に正式に改称。
- 1994年：ユジノサハリンスク - ホルムスク線ノヴォデレヴェンスカヤ─77kmピケット9間廃止にともないユジノサハリンスク方面行き列車休止。
- 1999年：シャフタ＝サハリンスカヤ - アルセンチェフカ線シャフタ＝サハリンスカヤ - ホルムスク＝ソルチローヴォチヌイ間旅客列車休止。
- 2019年：シャフタ＝サハリンスカヤ - アルセンチェフカ線ホルムスク＝ソルチローヴォチヌイ以北を広軌化。
- 2020年：シャフタ＝サハリンスカヤ - アルセンチェフカ線シャーフタ - ネヴェリスク - ホルムスク＝ソルチローヴォチヌイ間を広軌化。ネヴェリスク - ホルムスク＝セヴェルヌイ間で旅客列車の運行再開。
- 2021年：ユジノサハリンスク - ホルムスク線チョールタフモスト - 77kmピケット9 - ホルムスク＝ソルチローヴォチヌイ間で広軌による近郊列車運行開始。シャフタ＝サハリンスカヤ - アルセンチェフカ線ネヴェリスク - ホルムスク＝セヴェルヌイ間で定期近郊列車の運行再開。

## 駅周辺

### 現在
- ホルムスク海洋貿易港（Холмский морской торговый порт）

## 隣の駅

### 日本時代
鉄道省樺太鉄道局
樺太西線
明牛駅 - （湯ノ沢駅） - 手井駅 - 真岡駅
豊真線
池ノ端駅 - 手井駅（ - 真岡駅）